# Оконіни-Надєзьорне
Оконіни-Надєзьорне (пол. Okoniny Nadjeziorne) — село в Польщі, у гміні Слівиці Тухольського повіту Куявсько-Поморського воєводства. Населення — 256 осіб (2011).

## Демографія
Демографічна структура станом на 31 березня 2011 року:
|          | Загалом | Допрацездатний вік | Працездатний вік | Постпрацездатний вік |
| -------- | ------- | ------------------ | ---------------- | -------------------- |
| Чоловіки | 131     | 32                 | 91               | 8                    |
| Жінки    | 125     | 36                 | 70               | 19                   |
| Разом    | 256     | 68                 | 161              | 27                   |